# Бескидское общество

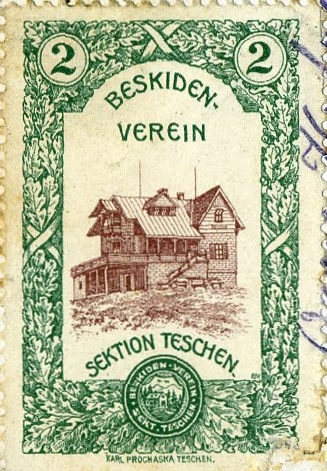
Почтовая марка, около 1900 г.

Бескидское общество (нем. Beskidenverein, пол. Towarzystwo Beskidzkie) ― туристический клуб, существовавший с 1893 по 1945 годы в Западных Бескидах в Силезии.

## История
Бескидское общество было основано во Фридеке в 1893 году по образцу Австрийского альпийского клуба, но вскоре после основания оно было перенесено в Моравскую Остраву, а затем в Цешин. Основателями клуба были Карл Рихтер, юрист из Йиглавы, и Иоганн Хадащок, учитель из Фридека. Членами клуба были в основном немецкоязычные горожане из Австрийской Силезии, Северной Моравии, а позже ― из Верхней Силезии и Вроцлава.
По состоянию на 1909 год Бескидское общество насчитывало 4618 членов. В 1931 году клуб присоединился к Союзу польских горных клубов. Общество прекратило свою деятельность в 1945 году.